# Lo sfrattato
Lo sfrattato è una novella di Samuel Beckett scritta in francese e pubblicata su "Fontaine", LVII, 1946-47, quindi in volume presso le Éditions de Minuit di Parigi nel 1955, all'interno del volume Nouvelles et textes pour rien, che contiene anche le novelle Il calmante e La fine, e i tredici Testi per nulla. La traduzione in inglese, fatta dall'autore stesso in collaborazione con l'amico Richard Seaver, è uscita nel 1967 con il titolo The Expelled, all'interno della raccolta No's Knife presso la John Calder di Londra.
In italiano è stata tradotta da Carlo Cignetti nel 1967, quindi unita a Primo amore, nel 1971.

## Trama
Scacciato di casa, senza che sia chiaro perché né dove fosse questa casa, il protagonista si mette a vagare, poi viene raggiunto da un notaio che gli consegna un'eredità, allora smette di andare a piedi e prende una carrozza. Il vetturino lo invita a dormire a casa sua, ma qui si sente soffocato dalla presenza di troppe cose e preferisce dormire in garage. All'alba se ne va, senza salutare nessuno, senza che si sappia verso dove.

## Edizioni
- Samuel Beckett, L'expulsé, in Nouvelles et textes pour rien, Éditions de Minuit, Paris, 1955
- id., The Expelled, in No's Knife, Calder, London, 1967
- id., Lo sfrattato, in Novelle e testi per nulla, trad. Carlo Cignetti, "La ricerca letteraria", Einaudi, Torino, 1967
- id., in Primo amore, "Supercoralli", Einaudi, Torino, 1971
- id., in Primo amore - Novelle - Testi per nulla, "Nuovi coralli" n. 250, Einaudi, Torino, 1974, pp. 37–54.
- id., in Racconti e prose brevi, a cura di Paolo Bertinetti, "Letture", Einaudi, Torino, 2010, ISBN 978-88-06-20215-6